# Aadjunah
Aadjunah ou Acuna ou ainda azuna é uma tribo antiga e nómada que habitava a costa Noroeste africana no que correspondia à antiga África Ocidental Francesa, actual Senegal. Os membros desta tribo tinham por habito invadir com regularidade as localidades costeiras próximas à foz do rio Senegal.